# Витівки в старовинному дусі
«Витівки в старовинному дусі» (рос. «Проделки в старинном духе») — радянський художній фільм-комедія 1986 року, знятий режисером Олександром Панкратовим за мотивами ранніх оповідань О. М. Толстого.

## Сюжет
«Вільна людина», а точніше — просто шахрай (Михайло Кононов), прочитавши випадково чужий лист про смерть однієї тітоньки, з'явився перед її спадкоємцем, відставним гусаром Миколою Денисовичем Кобелєвим, що  промотав весь свій статок, під виглядом його племінника Олексія, сподіваючись, що йому з цього хоч що-небудь та перепаде. Але сумною виявилася не тільки новина про смерть тітоньки, але й та обставина, що померла залишила Кобелєва без спадщини в розмірі 100 000 рублів, на яку він дуже розраховував. До того ж він намагався днями посватати свого сина до доньку багатого сусіда, сподіваючись, зокрема, і на посаг у 10 000 рублів, але отримав відмову через недостатню заможність.
Через кілька хвилин знайомства спритний юнак зобов'язується влаштувати весілля за невелику нагороду і підбиває добродушного поміщика затіяти сумнівну інтригу, сенс якої полягає в тому, що нібито спадок від тітоньки він все ж отримав. Сусід тепер, природно, погоджується, але красуня-наречена дуже норовиста і, в свою чергу, вирішує перевірити істинність почуттів нареченого, влаштовуючи власне викрадення розбійниками прямо з-під вінця…

## У ролях
- Дар'я Михайлова —  Катруся, наречена
- Володимир Самойлов —  Микола Денисович Кобелєв
- Микола Трофимов —  Іван Якимович, заможний сусід
- Михайло Кононов —  Олексій
- Олексій Нестеренко —  Володимир, наречений
- Борис Бачурін —  Федір, товариш нареченого
- Володимир Виноградов —  Васька, камердинер Кобелєва
- Валентин Голубенко —  поштар
- Жанна Токарська —  Настенька
- Надія Тимохіна —  Параша

## Знімальна група
- Автори сценарію: Андрій Стреков, Олександр Панкратов
- Режисер-постановник: Олександр Панкратов
- Оператор-постановник: Григорій Бєленький
- Художники-постановники: Микола Саушин, Раїс Нагаєв
- Композитор: Марк Мінков
- Пісні на вірші: Василя Жуковського і Дениса Давидова